# Démographie de l'Ouzbékistan
Cet article contient des statistiques sur la démographie de l'Ouzbékistan.

## Composition culturelle
La population du pays comporte une assez importante minorité russe héritée de l'ancienne URSS. Dans les années 1980, le territoire ouzbèke était habité par 1,6 million de citoyens russes, représentant 14 % de la population du territoire à cette époque. Environ la moitié de la diaspora russe a quitté le pays à la suite de son indépendance. Selon un recensement réalisé en 2018, environ 750 000 citoyens russes vivaient en Ouzbékistan, soit 2,3 % de la population. La minorité russe est principalement concentrée à Tachkent, qui comptait en 2018 environ 600 000 citoyens russes, soit environ 20 % de la population de la ville.

## Sources
1. ↑  Indicateurs du World-Factbook publié par la CIA.
2. ↑  Le taux de variation de la population 2018 correspond à la somme du solde naturel 2018 et du solde migratoire 2018 divisée par la population au 1er janvier 2018.
3. ↑  Indicateurs du World-Factbook publié par la CIA.
4. ↑  L'indicateur conjoncturel de fécondité (ICF) pour 2018 est la somme des taux de fécondité par âge observés en 2018. Cet indicateur peut être interprété comme le nombre moyen d'enfants qu'aurait une génération fictive de femmes qui connaîtrait, tout au long de leur vie féconde, les taux de fécondité par âge observés en 2018. Il est exprimé en nombre d’enfants par femme. C’est un indicateur synthétique des taux de fécondité par âge de 2018.
5. ↑  Indicateurs du World-Factbook publié par la CIA.
6. ↑   Le taux de natalité 2018 est le rapport du nombre de naissances vivantes en 2018 à la population totale moyenne de 2018.
7. ↑  Indicateurs du World-Factbook publié par la CIA.
8. ↑   Le taux de mortalité 2018 est le rapport du nombre de décès, au cours de 2018, à la population moyenne de 2018.
9. ↑  Indicateurs du World-Factbook publié par la CIA.
10. ↑  Le taux de mortalité infantile est le rapport entre le nombre d'enfants décédés à moins d'un an et l'ensemble des enfants nés vivants.
11. ↑  L'espérance de vie à la naissance en 2018 est égale à la durée de vie moyenne d'une génération fictive qui connaîtrait tout au long de son existence les conditions de mortalité par âge de 2018. C'est un indicateur synthétique des taux de mortalité par âge de 2018.
12. ↑  L'âge médian est l'âge qui divise la population en deux groupes numériquement égaux, la moitié est plus jeune et l'autre moitié est plus âgée.
13. 1 2 3  Pierre-François Hubert, « Combien y a-t-il encore de Russes en Asie centrale ? », sur Novastan.org, 30 juillet 2019